# Julio Mora
Julio César Mora Coitiño (Cerro de Batoví, Tacuarembó, 24 de diciembre de 1952) es un cantante uruguayo de música folclórica.

## Biografía
Comenzó su carrera artística en los años 1970. Hacia 1973 es convocado por Martín Díaz para ingresar en lugar de Desiderio Coelho en una nueva formación del dúo “Los Lugareños”. Al año siguiente editan el disco “Viento norte” para el sello Sondor.
A través de Díaz se vincula con el poeta también de Tacuarembó, Washington Benavides, el cual había sido su profesor de literatura en el liceo.
Su actividad junto a Martín Díaz se extendió hasta 1976, año en que debe emigrar a Montevideo en busca de trabajo. Por este motivo es sustituido en el dúo por Nito Almeida.
En 1977 graba para el sello Sondor su primer trabajo solista. Este disco EP contó con los temas "Por la sanduceña" de Enrique Rodríguez Viera y Washington Benavides, y "Camino al Almacén" escrita también por este último. La edición de este trabajo le abrió la posibilidad de grabar su primer LP solista, que se editó al año siguiente y contó con textos de Washington Benavides y la participación de Carlos Benavides en guitarras.
En años posteriores brindó actuaciones en festivales de distintos puntos del país, y participó en varias obras musicales colectivas, como "Trovas por Leandro Gómez" junto a Carlos Benavides, Carlos María Fossati y Eduardo Larbanois, y "Estrella federal" grabado en Porto Alegre junto a Carlos Benavides, Enrique Rodríguez Viera, Sebastiao Fonseca de Oliveira y Humberto García.
Tras casi diez años de permanecer alejado de los espectáculos y las grabaciones, retorna al medio artístico en 2004 con la edición del disco "Adonde miran tus ojos", que cuenta con textos propios y también de los escritores Julio Cuello Márquez y Washington Benavides.

## Discografía

### Solista
- Viento norte (con Los lugareños. Sondor 44026. 1974)
- Camino al almacén / Por la sanduceña (EP. Sondor. 1977)
- Camino al almacén (Sondor 44.084. 1978)
- Adonde miran tus ojos (La canción nuestra. 2004)

### Colectivos
- Canto nuestro (junto a Grupo Vocal Universo, Santiago Chalar y Carlos María Fossati, entre otros. Sondor 44066. 1977)
- Trovas por Leandro Gómez (junto a Carlos María Fossati, Eduardo Larbanois y Carlos Benavides. Sondor, 1978)
- Vivencias (junto a Ricardo Arasil.Orfeo, 1982)
- Cinco sendas para un rumbo (junto a Marcos Velásquez, Carlos Garbarino, Richard Pérez y Abayubá Caraballo. SW 741. 1991)
- Estrella Federal (grabado en Porto Alegre junto a Carlos Benavides, Julio Mora, Enrique Rodríguez Viera y Humberto García. Sondor  4.920-4. 1994)
- Si, se puede (junto a Carlos Benavides, Numa Moraes e Ignacio Copani entre otros. 2005)
- Canto rural (junto a Alfredo Zitarrosa, Carlos Benavides y Maciegas entre otros. 2005)